# Список чемпионов WEC
В данном списке представлены чемпионы World Extreme Cagefighting (WEC) для каждой весовой категории.

## Обладатели чемпионских титулов

### Чемпионы в супертяжёлом весе
свыше 120 кг (265 фунтов)
Здесь и далее: строки с синим фоном и нумерацией вида В1 означают титул временного чемпиона.
| № | Имя                                | Дата                 | Место             | Защиты                                                                      |
| --- | ---------------------------------- | -------------------- | ----------------- | --------------------------------------------------------------------------- |
| 1 | Рон Уотерман поб. Джеймса Невареса | 9 августа 2003 WEC 7 | Лемур, Калифорния | 1. поб. Рикко Родригеса 18 августа 2005 года на WEC 16 ( Лемур, Калифорния) |
| В декабре 2006 года супертяжёлый дивизион был упразднён после приобретения организации компанией Zuffa (материнская компания UFC). |                                    |                      |                   |                                                                             |

### Чемпионы в тяжёлом весе
93 — 120 кг (206 — 265 фунтов)
| № | Имя                               | Дата                   | Место             | Защиты |
| --- | --------------------------------- | ---------------------- | ----------------- | --- |
| 1 | Джеймс Ирвин поб. Джоди Поффа     | 20 августа 2004 WEC 11 | Лемур, Калифорния | 1. поб. Хоссейна Ушани 21 октября 2004 года на WEC 12 ( Лемур, Калифорния) 2. поб. Дага Маршалла 19 мая 2005 года на WEC 15 ( Лемур, Калифорния) |
| Титул стал вакантным после ухода Ирвина в полутяжёлый вес.                                                                    |                                   |                        |                   | |
| 2 | Брайан Олсен поб. Лавара Джонсона | 13 января 2006 WEC 18  | Лемур, Калифорния | 1. поб. Майка Кайла 5 мая 2006 года на WEC 20 ( Лемур, Калифорния)                                                                               |
| В декабре 2006 года тяжёлый дивизион был упразднён после приобретения организации компанией Zuffa (материнская компания UFC). |                                   |                        |                   | |

### Чемпионы в полутяжёлом весе
84 — 93 кг (186 — 205 фунтов)
| № | Имя                                  | Дата                   | Место             | Защиты |
| --- | ------------------------------------ | ---------------------- | ----------------- | --- |
| 1 | Фрэнк Шемрок поб. Брайана Пардоу     | 27 марта 2003 WEC 6    | Лемур, Калифорния | |
| В августе 2003 года титул стал вакантным после ухода Шемрока в Strikeforce.                                                                                  |                                      |                        |                   | |
| 2 | Джейсон Ламберт поб. Ричарда Монтойю | 22 января 2005 WEC 13  | Лемур, Калифорния | |
| В октябре 2005 года титул стал вакантным после ухода Ламберта в UFC.                                                                                         |                                      |                        |                   | |
| 3 | Скотт Смит поб. Тейта Флетчера       | 14 октября 2005 WEC 17 | Лемур, Калифорния | 1. поб. Джастина Левенса 13 января 2006 года на WEC 18 ( Лемур, Калифорния)                                                                             |
| В мае 2006 года титул стал вакантным после ухода Смита для принятия участия в The Ultimate Fighter.                                                          |                                      |                        |                   | |
| 4 | Лодун Синкейд поб. Дэна Молину       | 5 мая 2006 WEC 20      | Лемур, Калифорния | |
| 5 | Даг Маршалл                          | 17 августа 2006 WEC 23 | Лемур, Калифорния | 1. поб. Джастина Макэлфреша 12 мая 2007 года на WEC 27 ( Лас-Вегас, Невада) 2. поб. Ариэля Гандуллу 12 декабря 2007 года на WEC 31 ( Лас-Вегас, Невада) |
| 6 | Брайан Стэнн                         | 26 марта 2008 WEC 33   | Лас-Вегас, Невада | |
| 7 | Стив Кантуэлл                        | 3 августа 2008 WEC 35  | Лас-Вегас, Невада | |
| 3 декабря 2008 года полутяжёлый дивизион WEC был объединён с аналогичным дивизионом UFC. Руководство WEC сосредоточилось на более лёгких весовых категориях. |                                      |                        |                   | |

### Чемпионы в среднем весе
77 — 84 кг (171 — 185 фунтов)
| № | Имя                           | Дата                  | Место             | Защиты                                                                    |
| --- | ----------------------------- | --------------------- | ----------------- | ------------------------------------------------------------------------- |
| 1 | Крис Лебен поб. Майка Свика   | 16 января 2004 WEC 9  | Лемур, Калифорния |                                                                           |
| Титул стал вакантным после ухода Лебена для принятия участия в The Ultimate Fighter.                                                                     |                               |                       |                   |                                                                           |
| 2 | Джо Риггс поб. Роба Киммонса  | 19 мая 2005 WEC 15    | Лемур, Калифорния |                                                                           |
| В декабре 2006 года титул стал вакантным после приобретения организации компанией Zuffa (материнская компания UFC).                                      |                               |                       |                   |                                                                           |
| 3 | Паулу Филью поб. Джо Дорксена | 5 августа 2007 WEC 29 | Лас-Вегас, Невада | 1. поб. Чейла Соннена 12 декабря 2007 года на WEC 31 ( Лас-Вегас, Невада) |
| 3 декабря 2008 года средний дивизион WEC был объединён с аналогичным дивизионом UFC. Руководство WEC сосредоточилось на более лёгких весовых категориях. |                               |                       |                   |                                                                           |

### Чемпионы в полусреднем весе
70 — 77 кг (156 — 170 фунтов)
| № | Имя                              | Дата                   | Место             | Защиты |
| --- | -------------------------------- | ---------------------- | ----------------- | --- |
| 1 | Ник Диас поб. Джо Хёрли          | 27 марта 2003 WEC 6    | Лемур, Калифорния | |
| Титул стал вакантным. |                                  |                        |                   | |
| 2 | Шони Картер поб. Джей Ти Тейлора | 17 октября 2003 WEC 8  | Лемур, Калифорния | |
| 3 | Каро Парисян                     | 21 мая 2004 WEC 10     | Лемур, Калифорния | |
| Парисян освободил титул, сосредоточившись на выступлениях в UFC.                                                                                             |                                  |                        |                   | |
| 4 | Майк Пайл поб. Брета Бергмарка   | 14 октября 2005 WEC 17 | Лемур, Калифорния | 1. поб. Шони Картера 13 января 2006 года на WEC 18 ( Лемур, Калифорния) |
| В декабре 2006 года титул стал вакантным после приобретения организации компанией Zuffa (материнская компания UFC).                                          |                                  |                        |                   | |
| 5 | Карлос Кондит поб. Джона Алессио | 24 марта 2007 WEC 26   | Лас-Вегас, Невада | 1. поб. Брока Ларсона 5 августа 2007 года на WEC 29 ( Лас-Вегас, Невада) 2. поб. Карлу Пратера 13 февраля 2008 года на WEC 32 ( Рио-Ранчо, Нью-Мексико) 3. поб. Хиромицу Миуру 3 августа 2008 года на WEC 35 ( Лас-Вегас, Невада) |
| 3 декабря 2008 года полусредний дивизион WEC был объединён с аналогичным дивизионом UFC. Руководство WEC сосредоточилось на более лёгких весовых категориях. |                                  |                        |                   | |

### Чемпионы в лёгком весе
66 — 70 кг (146 — 155 фунтов)
| № | Имя                                                                       | Дата                   | Место                  | Защиты |
| --- | ------------------------------------------------------------------------- | ---------------------- | ---------------------- | --- |
| 1 | Гилберт Мелендес поб. Олафа Альфонсо                                      | 21 мая 2004 WEC 10     | Лемор, Калифорния      | |
| Титул стал вакантным.                                                                                               |                                                                           |                        |                        | |
| 2 | Гейб Рюдигер поб. Олафа Альфонсо                                          | 21 октября 2004 WEC 12 | Лемор, Калифорния      | 1. поб. Джейсона Максвелла 17 марта 2005 года на WEC 14 ( Лемур, Калифорния) 2. поб. Сэма Уэллса 14 октября 2005 года на WEC 17 ( Лемур, Калифорния)     |
| 3 | Эрмис Франса                                                              | 17 марта 2006 WEC 19   | Лемор, Калифорния      | 1. поб. Брендона Олсена 15 июня 2006 года на WEC 21 ( Хайленд, Калифорния) 2. поб. Нейта Диаса 12 октября 2006 года на WEC 24 ( Лемур, Калифорния)       |
| В декабре 2006 года титул стал вакантным после приобретения организации компанией Zuffa (материнская компания UFC). |                                                                           |                        |                        | |
| 4 | Роб Маккаллох поб. Кита Коупа                                             | 20 января 2007 WEC 25  | Лас-Вегас, Невада      | 1. поб. Ричарда Кранкилтона 5 сентября 2007 года на WEC 30 ( Лас-Вегас, Невада)                                                                          |
| 5 | Джейми Варнер                                                             | 13 февраля 2008 WEC 32 | Рио-Ранчо, Нью-Мексико | 1. поб. Маркуса Хикса 3 августа 2008 года на WEC 35 ( Лас-Вегас, Невада) 2. поб. Дональда Серроне 25 января 2009 года на WEC 38 ( Сан-Диего, Калифорния) |
| В1 | Бенсон Хендерсон поб. Дональда Серроне в бою за титул временного чемпиона | 10 октября 2009 WEC 43 | Сан-Антонио, Техас     | |
| 6 | Бенсон Хендерсон поб. Джейми Варнера в бою за титул бесспорного чемпиона  | 10 января 2010 WEC 46  | Сакраменто, Калифорния | 1. поб. Дональда Серроне 24 апреля 2010 года на WEC 48 ( Сакраменто, Калифорния)                                                                         |
| 7 | Энтони Петтис                                                             | 16 декабря 2010 WEC 53 | Глендейл, Аризона      | |
| 16 декабря 2010 года лёгкий дивизион WEC был объединён с аналогичным дивизионом UFC.                                |                                                                           |                        |                        | |

### Чемпионы в полулёгком весе
61 — 66 кг (136 — 145 фунтов)
| № | Имя                              | Дата                  | Место             | Защиты |
| --- | -------------------------------- | --------------------- | ----------------- | --- |
| 1 | Коул Эсковедо поб. Филипа Переса | 18 октября 2002 WEC 5 | Лемор, Калифорния | 1. поб. Энтони Хамлетта 17 октября 2003 года на WEC 8 ( Лемур, Калифорния) |
| 2 | Юрайя Фейбер                     | 17 марта 2006 WEC 19  | Лемор, Калифорния | 1. поб. Джо Пирсона 20 января 2007 года на WEC 25 ( Лас-Вегас, Невада) 2. поб. Доминика Круса 24 марта 2007 года на WEC 26 ( Лас-Вегас, Невада) 3. поб. Ченса Фаррара 3 июня 2007 года на WEC 28 ( Лас-Вегас, Невада) 4. поб. Джеффа Каррена 12 декабря 2007 года на WEC 31 ( Лас-Вегас, Невада) 5. поб. Дженса Пулвера 1 июня 2008 года на WEC 34 ( Сакраменто, Калифорния) |
| 3 | Майк Браун                       | 5 ноября 2008 WEC 36  | Холливуд, Флорида | 1. поб. Леонарда Гарсию 1 марта 2009 года на WEC 39 ( Корпус-Кристи, Техас) 2. поб. Юрайю Фейбера 7 июня 2009 года на WEC 41 ( Сакраменто, Калифорния) |
| 4 | Жозе Алду                        | 18 ноября 2009 WEC 44 | Лас-Вегас, Невада | 1. поб. Юрайю Фейбера 24 апреля 2010 года на WEC 48 ( Сакраменто, Калифорния) 2. поб. Манвела Гамбуряна 30 сентября 2010 года на WEC 51 ( Брумфилд, Колорадо) |
| 20 ноября 2010 года полулёгкий дивизион WEC был объединён с аналогичным дивизионом UFC. Жозе Алду был объявлен первым чемпионом UFC в полулёгком весе. |                                  |                       |                   | |

### Чемпионы в легчайшем весе
57 — 61 кг (126 — 135 фунтов)
| № | Имя                                   | Дата                   | Место                  | Защиты |
| --- | ------------------------------------- | ---------------------- | ---------------------- | --- |
| 1 | Эдди Уайнленд поб. Антонио Баньюэлоса | 5 мая 2006 WEC 20      | Лемор, Калифорния      | |
| 2 | Чейс Биби                             | 24 марта 2007 WEC 26   | Лас-Вегас, Невада      | 1. поб. Рани Яхью 5 сентября 2007 года на WEC 30 ( Лас-Вегас, Невада) |
| 3 | Мигель Торрес                         | 13 февраля 2008 WEC 32 | Рио-Ранчо, Нью-Мексико | 1. поб. Ёсиро Маэду 1 июня 2008 года на WEC 34 ( Сакраменто, Калифорния) 2. поб. Мэнни Тапиу 3 декабря 2008 года на WEC 37 ( Лас-Вегас, Невада) 3. поб. Такэю Мидзугаки 5 апреля 2009 года на WEC 40 ( Чикаго, Иллинойс) |
| 4 | Брайан Боулз                          | 9 августа 2009 WEC 42  | Лас-Вегас, Невада      | |
| 5 | Доминик Крус                          | 6 марта 2010 WEC 47    | Колумбус, Огайо        | 1. поб. Джозефа Бенавидеса 18 августа 2010 года на WEC 50 ( Лас-Вегас, Невада) 2. поб. Скотта Йоргенсена 16 декабря 2010 года на WEC 53 ( Глендейл, Аризона)                                                             |
| 16 декабря 2010 года легчайший дивизион WEC был объединён с аналогичным дивизионом UFC. Доминик Крус был объявлен первым чемпионом UFC в легчайшем весе после победы над Скоттом Йоргенсеном на WEC 53. |                                       |                        |                        | |

## Турниры
Звездочка (*) означает, что бой также являлся титульным.
| Весовая категория | Победитель   | Финалист     | Дата            | Место проведения  | Турнир  |
| ----------------- | ------------ | ------------ | --------------- | ----------------- | ------- |
| Тяжёлый вес       | Брендон Вера | Майк Уайтхед | 22 января 2005  | Лемур, Калифорния | WEC 13  |
| Полутяжёлый вес   | Скотт Смит   | Тейт Флетчер | 14 октября 2005 | Лемур, Калифорния | WEC 17* |

## По странам
| Страна   | Титулы |
| -------- | ------ |
| США      | 32     |
| Бразилия | 3      |
| Армения  | 1      |